# AN-94
AN-94 (ponekad nazivan "Abakan") ruska je jurišna puška. Slova AN označavaju naziv "Avtomat Nikonova" (prema glavnome konstruktoru Gennadiju Nikonovu) dok brojka 94 označava godinu njenog izuma. Model AN-94 bio je proglašen legendarnim nasljednikom serije pušaka Kalašnjikov (AK-47, AKM, AK-74 i dr.). Nakon '80-ih godina u ruskoj vojsci proveden je opsežan "Projekt Abakan". Tako je sustav koji je u Abakanu (Hakasija, Rusija) razvio Gennadij Nikonov navodno daje mnogo bolje rezultate od svojih konkurenata što je izvanredno značajno. Također, AN-94 pokazao je bolje karakteristike od najnaprednijeg Kalašnjikova ikad - "AKB-a", kojeg je dizajnirao sin Mihaila Kalašnjikova Viktor. Nakon toga je ruska vojska usvojila i prihvatila AN-94, dok je masovna proizvodnja predviđena u tvornici IŽMAŠ u zapadnom Uralu (1200 km istočno od Moskve). Tvornica IŽMAŠ inače je tradicionalan dom Kalašnjikova i njegovih derivata kao i snajpera marke Dragunov.
Osim automatske i pojedinačne paljbe AN-94 ima i mogućnost rafalne paljbe od dva metka po rafalu. Takav mod paljbe omogućuje 1800 ispaljenih metaka u minuti. Pojednostavljeno, Nikonovov mehanizam prilikom takve paljbe drugi metak ispaljuje mnogo brže nego prvi. 
AN-94 je izabran za potrebe ruske vojske nakon opsežnih testiranja i usporedbe s drugim konkurentima, uključujući i izravnog konkurenta, automatsku pušku AEK-971, dizajnirane pod vodstvom Sergeja Kokšarova.
Proizvodnja AN-94 automatske puške započela je u tvornici IŽMAŠ, kao zamjena za AK-74 koji je trenutno u uporabi u ruskoj vojsci. Ruska vojska je trenutno odlučila zadržati AK-74M kao standardnu automatsku pušku u službi, dok je za AN-94 odlučeno da ga koriste samo elitne postrojbe ruske vojske, neke ruske policijske snage te MVD (ministarstvo unutarnjih poslova).

## Povijest
AN-94 je nastao iz potrebe koja je započela nakon prigovora od strane sovjetskih vojnih trupa o AK-47. AK-47 i kalibar od 7,62x39mm bio je bez sumnje čvrst i pouzdan ali ga je bilo teško kontrolirati prilikom automatske paljbe. Jednostavno, bio je potreban manji kalibar. AN-94 koristi kalibar 5.45x39mm (kao i AK-74). AK-74 prva je ruska automatska puška koja je koristila novi 5,45x39mm kalibar.
Ruski dizajneri su uvidjeli da AK-74M uspješniji u smanjenju trzaja prigodom paljbe u odnosu na AK-47, no razlog tome nije bila mehanika nego manji kalibar. Tako je u Sovjetskom Savezu kasnih 70-ih napravljen natječaj za pronalaženje nasljednika za AK-74. Primarni uvjet bio je da nova automatska puška ima preciznost (eng. hit ratio) koja će biti između 1,5 do 2 puta bolja od AK-74.

## Detalji dizajna
AN-94 je jedinstven po tome što ima pomičnu cijev koja se lagano uvlači "unutra - van" prilikom pucanja. Ta inovacija strijelcu omogućava veću preciznost te više postignutih pogodaka prema meti u nepovoljnim borbenim uvjetima. 
Ta inovacija donosi još dvije prednosti. Prva je što je puška učinkovita u prodiranju oklopa što standardni kalibar od 5,45 mm ne može. Druga je impresivna paljbena brzina od 1800 metaka u minuti.
Nikonov i ostali inženjeri za tu inovaciju koriste termin "смещенный импульс свободного затворa" (smješćennyj impuljs svobodnogo zatvora). Engleski naziv za tu inovaciju je "blowback shifted pulse system".
Izrada cijevi bazirana je na tehnologiji hladnog kovanja dok je sama cijev zbog trajnosti kromirana. 
Zanimljivost je i da na gornjoj desnoj strani komore na pušci postoji rupa koja "gasi" neke plinove prilikom pucanja čime se stvara ultrazvuk sličan psećem cviljenju koji ljudsko uho ne može čuti. To je stara tehnologija, ali je ponovo uvedena zbog navodnih prigovora u sovjetskoj vojsci o rasprostranjenom gubitku sluha korištenjem novog AK-74M. 
Osim što je AN-94 mnogo precizniji od AK-74M, na njega se istovremeno mogu montirati bajuneta i bacač granata GP-30.
Budući da AN-94 i AK-74 imaju kompatibilne okvire, AK-74 može koristiti novi okvir od 60 metaka namijenjen AN-94.

## Nedostatci
Dok je AK-74M počeo upotrebljavati sklopivi kundak (usadnik), pri AN-94 su napravljene nešto bolje dizajnerske promjene AK-74M imao je sklopivi usadnik na lijevoj strani, no nije ga se moglo sklopiti u potpunosti. Razlog tome bio je ruski način ugradnje optike na oružje na gornjoj lijevoj strani, tako da je optika onemogućavala potpuno sklapanje usadnika. Taj problem je uzeo u obzir dizajnerski sastav Gennadija Nikonova, tako da je pri AN-94 usadnik sklopiv pri desnoj strani. Time je vojnicima bilo ugodnije nositi pušku na leđima bez obzira je li optika montirana na nju ili ne. S druge strane, kada je sklopljen (na desnoj strani), usadnik blokira pristup okidaču, stvarajući time nemogućnost uporabe oružja pri sklopljenom usadniku (kundaku). Jedina alternativa tome je korištenje lijeve ruke za pucanje.
AN-94 je dizajniran kao automatska puška srednjeg dometa te nije pogodna kao oružje za blisku borbu.
Prema izvješćima o troškovima proizvodnje o AN-94 proizlazi da je ta puška šest puta skuplja od AK-74M. Razlog tome je relativno dosta složen i kompleksan mehanizam AN-94 koji je dosta zahtjevan za održavanje u odnosu na jednostavan, efikasan i robustan AK-74M.
Također, AN-94 pati od loše ergonomije (problem pri sklopljenom usadniku prilikom paljbe).
Vrlo vjerojatnima čine se pretpostavke da je ruska vojska odustala od masovne upotrebe AN-94 zbog prevelike cijene u odnosu na prednosti koje puška ima. Drugi razlog je ograničeni ruski obrambeni proračun.

## Korisnici
- Rusija: pušku u limitiranoj količini koriste ruska vojska, policija i ministarstvo unutarnjih poslova.[1]

## Potencijalni korisnici
Zanimljiva činjenica vezana uz AN-94 je da ta automatska puška (za razliku od drugog ruskog oružja) nije prodavana inozemnim kupcima.
Venezuela je pokazala zanimanje za kupnju AN-94 ili neke druge automatske puške temeljene na AN-94. Peru je također zatražio kupnju 580.000 pušaka AN-94 koje bi zamijenile HK33 koji je bio standardan u peruanskoj vojsci. Ipak, od narudžbe se odustalo u korist peruanske puške FAD.

## Vanjske poveznice
- IŽMAŠ – službena web stranica
- Roman-Forums.com - Detaljni pregled i analiza AN-94 Abakan
- Moderna vatrena oružja
- Ruska vatrena oružja
- Warfare.ru
- .410 Variant